# Corinnoidea
Corinnoidea è una  superfamiglia di aracnidi araneomorfi che comprende due famiglie:
- Corinnidae KARSCH, 1880
- Liocranidae SIMON, 1897